# Gottlieb von Greyerz
Gottlieb von Greyerz (* 29. März 1778 in Steffisburg; † 16. Mai 1855 in Bern) war ein Schweizer Forstmann, Forstmeister in Günzburg und Forstinspektor in Augsburg sowie Mitbegründer des Schweizerischen Forstvereins.

## Herkunft
Seine Eltern waren der Pfarrer Gottlieb Emanuel Daniel von Greyerz (* 9. Juni 1743; † 1. Juni 1818) und dessen Ehefrau Henriette Maria Anna Morell (* 10. Oktober 1756; † 20. Februar 1817).

## Leben
Von Greyerz studierte zunächst Rechtswissenschaft in Bern, um dann in den Staatsdienst zu gehen. Aber die politischen Unruhen seiner Zeit liessen ihn in das Forstfach wechseln. Er ging zu weiteren Studien nach Deutschland an die Universitäten Heidelberg und Göttingen. Er arbeitete dann im Harz und anderen deutschen Waldgebieten.
Er muss dann zur Armee gekommen sein und im Ersten Koalitionskrieg gekämpft haben, denn 1798 war er Leutnant der Artillerie und bereits verwundet. Versuche, in Bern eine Stelle zu bekommen, scheiterten, so ging er 1804 nach Bayern, um in Stoffenried bei Günzburg die Stelle eines königlich bayerischen Oberförsters anzutreten. Schon wenige Jahre später wurde er zum Forstmeister befördert. 1809 wurde er wieder Soldat und machte mit der bayerischen Forstschützenkompanie den Krieg gegen die Tiroler mit. Im Jahr 1810 wurde er als Forstinspektor in Augsburg versetzt. Dort blieb er, bis er 1829 nach Bayreuth versetzt wurde, wo er bis zu seiner Pensionierung verblieb. Danach zog er wieder in seine Heimat Bern.
In Bayern entwickelte er eine Methode zur Pflege der Krüppelkieferbestände. Dabei handelte es sich um ein Kahlschlagsystem mit regelmässiger Durchforstung und Beimischung anderer Baumarten.
Er nutzte die in seinem Berufsleben gewonnenen Erfahrungen auch in seinem Ruhestand weiter. Unter seiner Leitung kam es zu zahlreichen Alleepflanzungen und deren Unterhaltung in der Umgebung von Bern sowie am Brienzer- und Thunersee und das mit gutem Erfolg. Er schrieb auch weiterhin für die Allgemeine Forst- und Jagdzeitung und lieferte Beiträge für Neues Taschenbuch für Natur-, Forst- und Jagd-Freunde, das von Georg Friedrich Christian von Schultes herausgegeben wurde. Sein Thema war der Waldbau. Er beschäftigte sich mit Pflanzenabstand für die Anzucht schnellwüchsiger Holzarten und Versuchen mit exotischen Holzgewächsen. Er trat für rationelle Durchführung von Saaten, Pflanzungen und Durchforstungen ein.
Im Jahr 1843 gründete er mit Karl Albrecht Kasthofer und zahlreichen Forstleuten aus mehreren Kantonen in Langenthal den Schweizerischen Forstverein.

## Familie

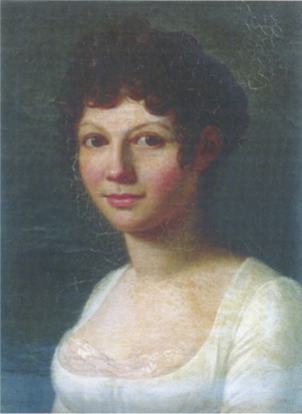
Portrait der Clara Forster von Ludovike Simanowiz, um 1791

Er war verheiratet mit Klara Forster (1789–1839), einer Tochter des Georg Forster und dessen Ehefrau Therese Huber. Das Paar hatte mehrere Kinder:
- Emil (* 4. Juni 1806, † 9. Dezember 1806)[2]
- Maria Therese Emilie (* 3. März 1808; † 15. Januar 1890), Erzieherin im Hause des Freiherren von Tina in Wien
- Walo (1808–1815)
- Georg Leo Emil (* 20. April 1811; † 11. März 1869), Oberförster und Stadtforstmeister in Bern ⚭ Adelheid Caroline Fueter
- Alfons (* 5. Juni 1813; † 4. Juni 1864), Lehrer ⚭ Cäcilia Klara Amalia Isenschmid
- Friedrich Karl Walo (* 11. Oktober 1815; † 17. September 1904), Artillerieleutnant in bayrischen Diensten, Förster in Lenzburg, Redakteur des Forstjournals, Oberst ⚭ Sophia Wilhelmine Margaretha Wedekind
- Ludwig Ferdinand Adolf (* 18. Februar 1818; † April 1871), Förster in Biel, Oberförster im Oberland, Oberst im Generalstab ⚭ Louise Rosina Josefine Huber
- Emma Klara Ida (* 18. März 1820; † 1913), ⚭ Albrecht Friedrich Haller
- Wilhelm Amadeus Otto (* 29. November 1829; † 13. September 1882), Pfarrer ⚭ 1. Elisabeth Paulina Locher ⚭ 2. Anna Sophia Hess
- Klara Maria Louise Adelheid (* 13. September 1832; † 2. Februar 1896), Lehrerin, Blumenmalerin